# Microdigital TK-2000
Microdigital TK-2000 (TK-2000) је био професионални рачунар фирме Microdigital који је почео да се производи у Бразилу од 1984. године.
Користио је MOS Technology 6502 као микропроцесор. RAM меморија рачунара је имала капацитет од 64 KB или 128 KB (Model II). 
Као оперативни систем кориштен је Apple) DOS 3.3 компатибилан.

## Детаљни подаци
Детаљнији подаци о рачунару TK-2000 су дати у табели испод.
|                       |                                                                |
| [ 1 ]                 |                                                                |
| Произвођач            |                                                                |
| Тип                   | професионални рачунар                                          |
| Меморија              | 64 или 128 (Model II)                                          |
| Поријекло             | Бразил                                                         |
| Година                | 1984                                                           |
| Тастатура             | пуни помак тастера, 54 тастера са тастерима смјера             |
| Процесор              |                                                                |
| Фреквенција процесора | 1,2                                                            |
| RAM                   | 64 или 128 (Model II)                                          |
| ROM                   | 16 KB                                                          |
| Текст                 | 40 знакова x 24 линије                                         |
| Графика               | 40x48 x 8 боја, 280x192 x 6 боја и 280x192 x 6 боја са текстом |
| Боја                  | 8                                                              |
| Звук                  | TV (антенски улаз)                                             |
| Димензије             | 37,6 (ширина) x 32 (дубина) x 6,7 (висина)                     |
| Портови               |                                                                |
| Оперативни систем     |                                                                |